# Dan slovenske narodnozabavne glasbe
Dan slovenske narodnozabavne glasbe je vsako leto 16. maja. Posvečen je tradicionalni slovenski domači glasbi, njenim ustvarjalcem, podpornikom in ljubiteljem. Na ta dan je bil leta 2019 veliki finalni koncert natečaja Volkswagen Špila. 

## Praznovanje
Pobuda za dan slovenske narodnozabavne glasbe je nastala ob finalnem koncertu projekta Volkswagen Špila, ki je bil namenjen promociji mladih ustvarjalnih ansamblov in je potekal pod sloganom »Po domače mal’ drugače«. Sponzor projekta je bila blagovna znamka Volkswagen. Pobudnik dne je Tomaž Šinko, inovator na področju glasbenih inštrumentov in nekdanji član Ansambla Stoparji. Med drugim je v pobudi zapisal:
Narodno-zabavna glasba je brez dvoma del slovenske identitete. V današnjem času ima skoraj vsak dan nek pomen, vsak dan nekaj obeležujemo, zato se mi zdi nujno, da en dan v letu razglasimo tudi za dan slovenske narodnozabavne glasbe. Pa naj bo to 16. maja, pred sezono veselic, na pomlad, v mescu zaljubljenosti, veselja in dobre volje. Naj bo to dan, ko se poklonimo vsem velikanom slovenske narodnozabavne glasbe in tistim, ki skrbijo, da se tradicija prenaša naprej in se narodnozabavna glasba razvija tudi kot modern žanr.
Dan je v prvi vrsti namenjen radijskim postajam, ki takrat slovenski narodnozabavni glasbi posvetijo še več pozornosti, ter seveda tudi ansamblom, ljubiteljem te glasbene zvrsti in vsem prebivalcem Slovenije, ki cenijo zgodovinsko dediščino našega prostora.